# The Cathedral and the Bazaar
The Cathedral and the Bazaar, często w skrócie CatB (pl. Katedra i bazar) – esej Erica Raymonda na temat sposobów tworzenia oprogramowania Open Source, oparty na jego obserwacjach powstawania jądra Linuksa oraz doświadczeniu związanym z koordynacją projektu Open Source o nazwie fetchmail.
Esej został po raz pierwszy zaprezentowany przez autora na Linux Congress 27 maja 1997.

## Treść
Raymond przeciwstawia w nim dwa różne modele tworzenia FLOSS:
- Model katedry, gdzie kod źródłowy jest udostępniany wraz z każdą nową wersją programu, ale opracowywany kod zna i tworzy jedynie wąska grupa programistów. Jako przykłady podane są ówczesne metody prac nad GNU Emacs oraz GCC.
- Model bazaru, gdzie kod tworzony jest w Internecie na oczach wszystkich i przy współudziale chętnych. Według Raymonda metodę tę stworzył Linus Torvalds, koordynator projektu jądra Linuksa.